# Madame X (pel·lícula de 1920)
Madame X és una pel·lícula muda de la Goldwyn Pictures dirigida per Frank Lloyd i protagonitzada per Pauline Frederick. Basada en l’obra teatral homònima d’Alexandre Bisson, ja adaptada prèviament el 1910 i el 1916, es va estrenar el setembre de 1920.

## Argument
Jacqueline Floriot és expulsada de casa seva pel seu gelós marit Louis, un advocat de París, a causa de les seves injustes sospites sobre les relacions que manté amb un altre home. el seu Tot i que el seu fill està perillosament malalt, Floriot prohibeix a Jacqueline de veure’l i quan li expliquen que el nen la creu morta, intenta suïcidar-se. Es salva però es converteix en una dona del carrer
Vint anys més tard, Jacqueline torna a França des de Buenos Aires, feta una desferra per culpa de les drogues i la beguda. L'amor de Jacqueline pel seu fill és tot el que queda dels seus primers anys. Laroque, un lladre, l'ajuda en el seu retorn a França però quan s'assabenta que està casada amb un home ric decideix, amb l'ajuda dels seus socis Robert Parissard i Merival, utilitzar la informació contra Floriot per aconseguir la possessió de la fortuna que pertanyia legítimament a Jacqueline. En descobrir-ho, per tal de protegir el seu marit i el seu fill Raymond, ara un jove advocat prometedor, Jacqueline mata Laroque.
Es detinguda acusada d'assassinat i és enviada a la presó on es registra com a Madame X. El cas s'assigna a Raymond, que es veu estranyament atret per aquesta dona, sense saber que és la seva mare. Negant-se a consultar amb el seu advocat i preferint la mort a la llibertat, durant el judici rep la impactant revelació que l'advocat és el seu fill Raymond (Ferguson). Quan s'enfonsa després de la seva absolució, Floriot, reconeixent Jacqueline, informa al seu fill de la seva identitat. Raymond l'anomena "mare", però el xoc del judici ha estat massa per a ella i mor després de perdonar al seu marit.

## Repartiment
- Pauline Frederick (Jacqueline Floriot)
- William Courtleigh (Louis Floriot)
- Casson Ferguson (Raymond Floriot)
- Maude Louis (Rose Dubois)
- Hardee Kirkland (Dr. Chessel)
- Alan Roscoe (Cesaire Noel)
- John Hohenvest (Valmorin)
- Correan Kirkham (Helene Valmorin)
- Sidney Ainsworth (Laroque)
- Lionel Belmore (Robert Parissard)
- Willard Louis (Merival)
- Cesare Gravina (Victor)
- Maude George (Marie)